# 107 a. C.
El año 107 a. C. fue un año del calendario romano prejuliano. En el Imperio romano, fue conocido como el año 647 Ab Urbe condita.

## Acontecimientos
- Ptolomeo X Alejandro comienza a reinar en Egipto.
- Comienzan las reformas de Mario en la Antigua Roma.
- Lucio Casio Longino Ravila y Cayo Mario, son nombrados cónsules de Roma.